# Nummulites

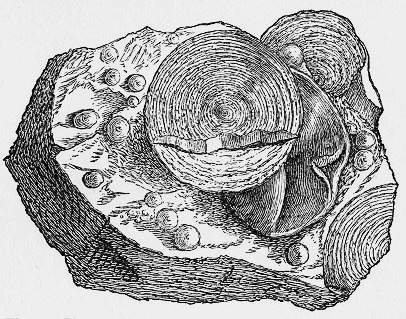
Calcare nummulitico dalla Grande Piramide di Giza in un'incisione del XIX secolo

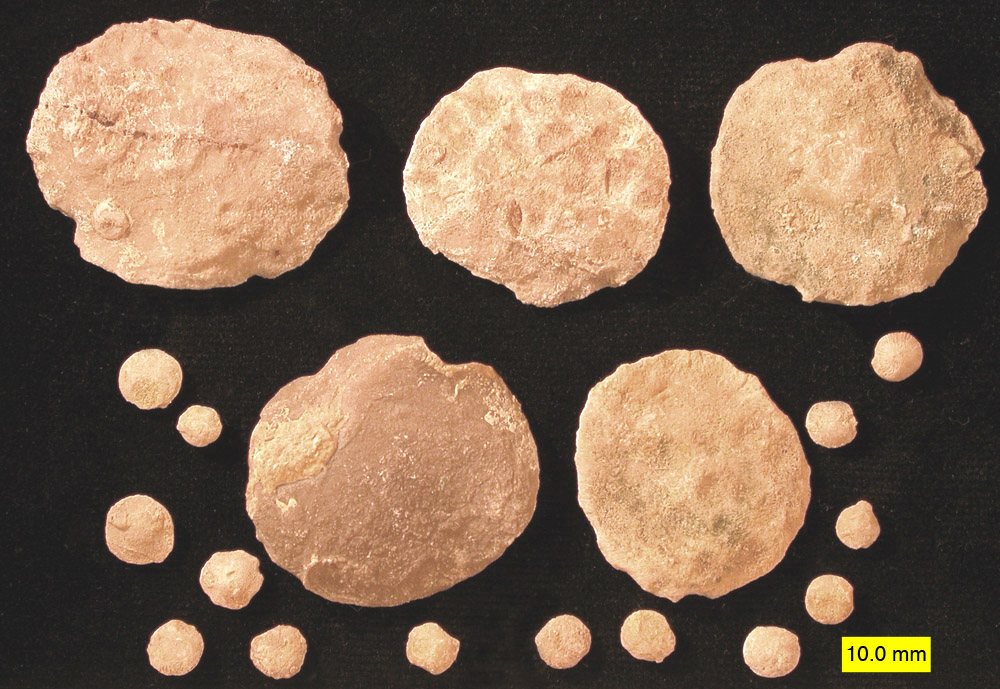
Nummuliti

Nummulites Lamarck, 1801, genericamente chiamati nummuliti, è un genere di foraminiferi estinti, protozoi fossili appartenenti alla famiglia Nummulitidae. Questi organismi hanno un guscio calcareo avvolto a spirale piana, suddivisa in diverse camere da setti trasversali. Le nummuliti sono dei veri giganti unicellulari, arrivando, negli esemplari più grandi, a superare i 10–12 cm di diametro (Eocene medio).
Si ritrovano abbastanza frequentemente nelle rocce calcaree del Paleogene, tanto che quest'ultimo è stato chiamato anche "Nummulitico". Calcari nummulitici sono frequenti nella regione mediterranea, sia sulla sponda europea che su quella africana. In Egitto calcari nummulitici eocenici sono stati utilizzati nell'antichità come materiale per costruire le grandi piramidi. La specie Nummulites gizehensis prende il nome dalla località di Gizeh (Giza), in Egitto.
Le nummuliti hanno subito una rapida evoluzione e sono pertanto utilizzate come fossili guida.
Il nome Nummulites deriva dal latino nummulus (monetina), a sua volta legato alla forma del guscio simile a quella di una moneta.

## Utilizzo come fossili guida
Poiché le nummuliti sono fossili molto abbondanti, facili da riconoscere e vissuti in ben determinate biozone, vengono utilizzate come fossile guida. Grazie alla presenza di Nummulites tavertetensis nella Zona Bentonica Superficiale 15 (SBZ 15) è stato possibile datare i resti fossili più antichi di Sireni in Europa  Occidentale rinvenuti in un sito paleontologico, a Santa Brigida, Amer (La Selva, Catalogna, Spagna) vicino ad una cava di calcare a nummuliti.

## Nummulosfera
Nel 1913 lo studioso Randolph Kirkpatrick pubblicò un libro intitolato The Nummulosphere: an account of the Organic Origin of so-called Igneous Rocks and Abyssal Red Clays, nel quale avanzava la bizzarra teoria secondo la quale tutte le rocce (comprese quelle vulcaniche) sarebbero state formate dall'accumulo di questi foraminiferi. Secondo Kirkpatrick, la Terra stessa sarebbe un'enorme sfera composta da nummuliti, appunto la Nummulosfera.